# László Fazekas
László Fazekas va ser un destacat futbolista hongarès dels anys 70 i 80.

## Biografia
Fazekas va néixer el 15 d'octubre de 1947 a Budapest, Hongria. Començà la seva carrera a l'Újpesti Dózsa el 1958, debutant a la lliga hongaresa el 1965. Jugava a la posició de davanter. Romangué al club durant més de 15 anys, amb més de 400 partits disputats a la lliga i més de 250 gols. Aquestes espectaculars xifres el portaren a iniciar l'aventura al futbol belga al Royal Antwerp el 1980 a l'edat de 33 anys, acabant las seva trajectòria al Sint-Truidense i RC Jet. Un cop retirat inicià la tasca d'entrenador al futbol belga a clubs com l'Eendracht Aalst i el Royal Antwerp.
A la selecció de futbol d'Hongria jugà durant 15 anys (1968-83), disputant 92 partits i marcant 24 gols. Fou medalla d'or als Jocs Olímpics de Mèxic de 1968 i participà en les Copes del Món de 1978 i 1982 (on marcà dos gols).

## Trajectòria esportiva

### Com a jugador
- Újpesti Dózsa 1965-80, 407 partits, 252 gols
- Royal Antwerp: 1980-84, 111 partits, 38 gols
- Sint-Truidense: 1984-85, 10 partits, 2 gols
- RC Jet: 1985-86

### Com a entrenador
- Eendracht Aalst: 1986-88 i 1990-91
- Royal Antwerp: 1995-96